# Villa romana delle Mura di Santo Stefano

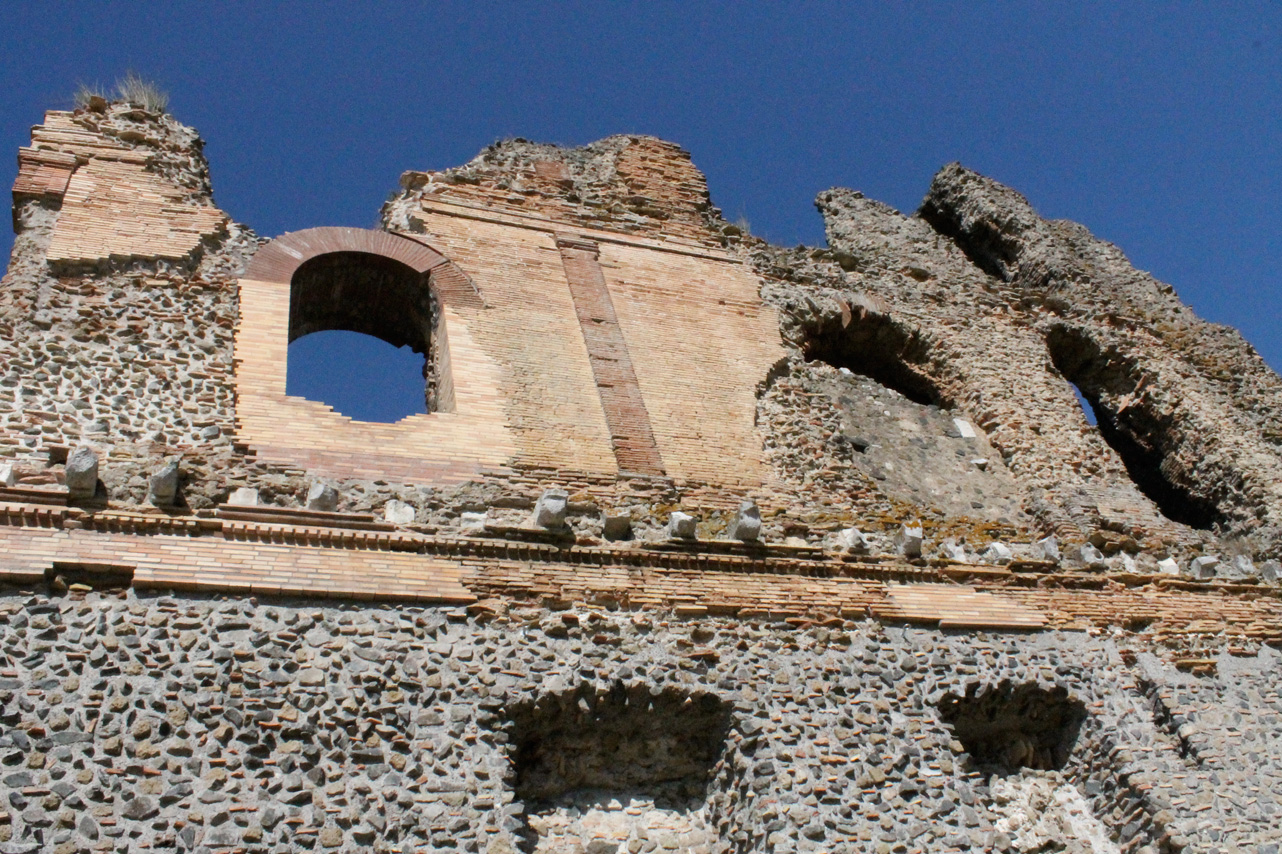
Ordine di lesene sul fianco dell'edificio a tre piani

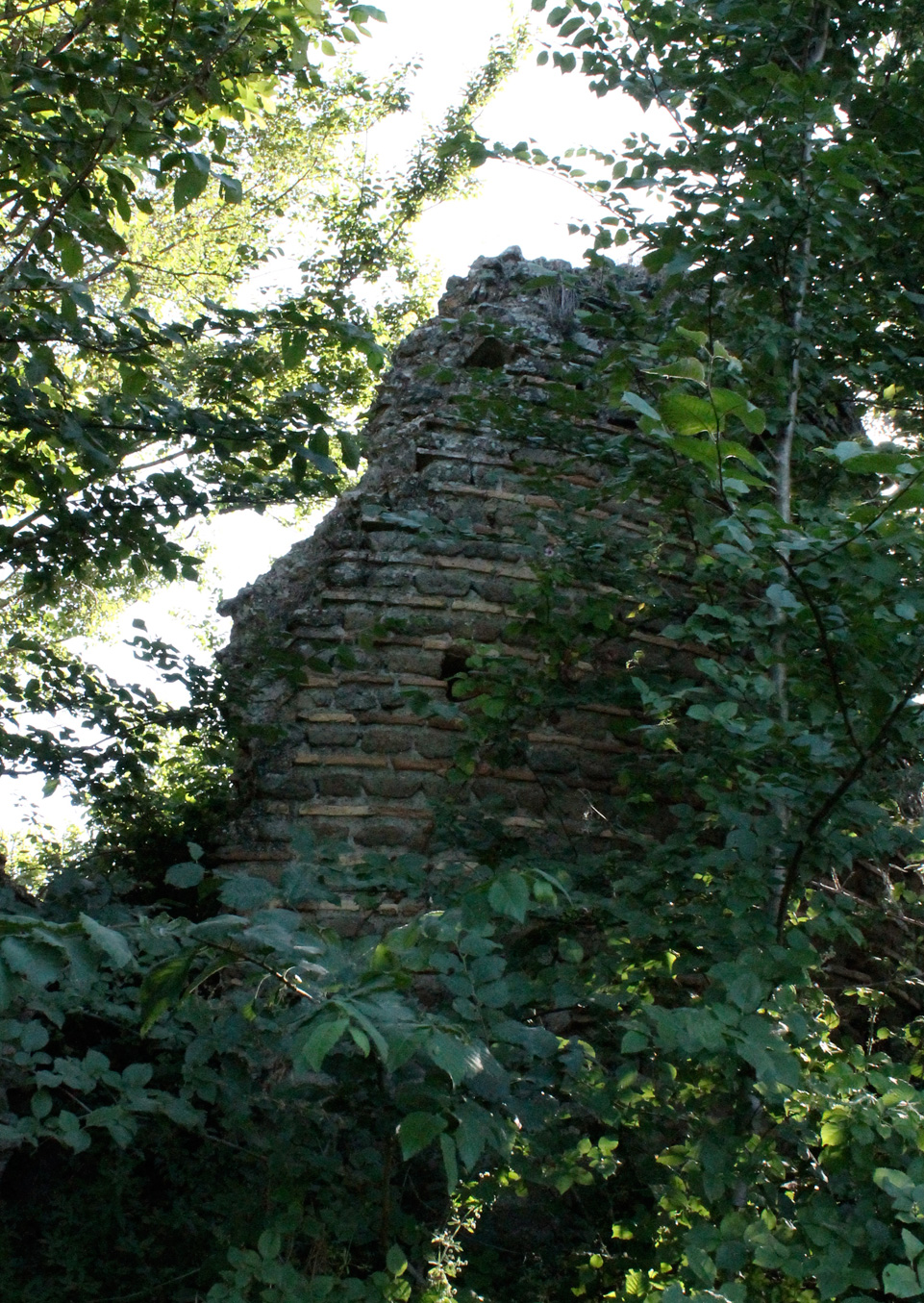
Abside della chiesa di Santo Stefano

Il complesso delle Mura di Santo Stefano è una villa romana che si trova nel territorio del comune di Anguillara Sabazia, in provincia di Roma.
Era situata lungo la via Clodia, a circa 3 km a sud di Anguillara, e venne edificata alla fine del II secolo d.C., probabilmente su precedenti strutture di una villa rustica risalente al I secolo.
Si conservano per circa 18 m di altezza, i resti di un edificio su tre piani, in cementizio con rivestimento in laterizio. Sono presenti aperture ad arco verso l'esterno, inquadrate da un ordine di lesene realizzate sempre in laterizi gialli e rossi. All'interno l'edificio presenta un cortile centrale a pilastri e i tre piani coperti con volte a crociera oggi scomparse. I corridoi coperti laterali conservano tracce di rivestimento marmoreo sulle pareti.
Nelle vicinanze si conserva inoltre una cisterna.
In epoca medievale fu forse sede di una domusculta. Nel IX secolo l'edificio venne utilizzato come chiesa dedicata a Santo Stefano: a questa fase appartiene il resto di un'abside costruita in opera listata insolitamente regolare .
All'XI secolo risale la sepoltura di circa 90 individui, rinvenuta negli scavi. Il convento venne soppresso da papa Pio II.
Nel XVI secolo le strutture furono oggetto di attenzione da parte di Andrea Palladio e di Pirro Ligorio
Alla metà dell'Ottocento la struttura venne utilizzata come cimitero in concomitanza con le epidemie di malaria.
Tra il 1977 e il 1981 vi furono condotti scavi archeologici ad opera della Scuola britannica.